# Гоценвальд

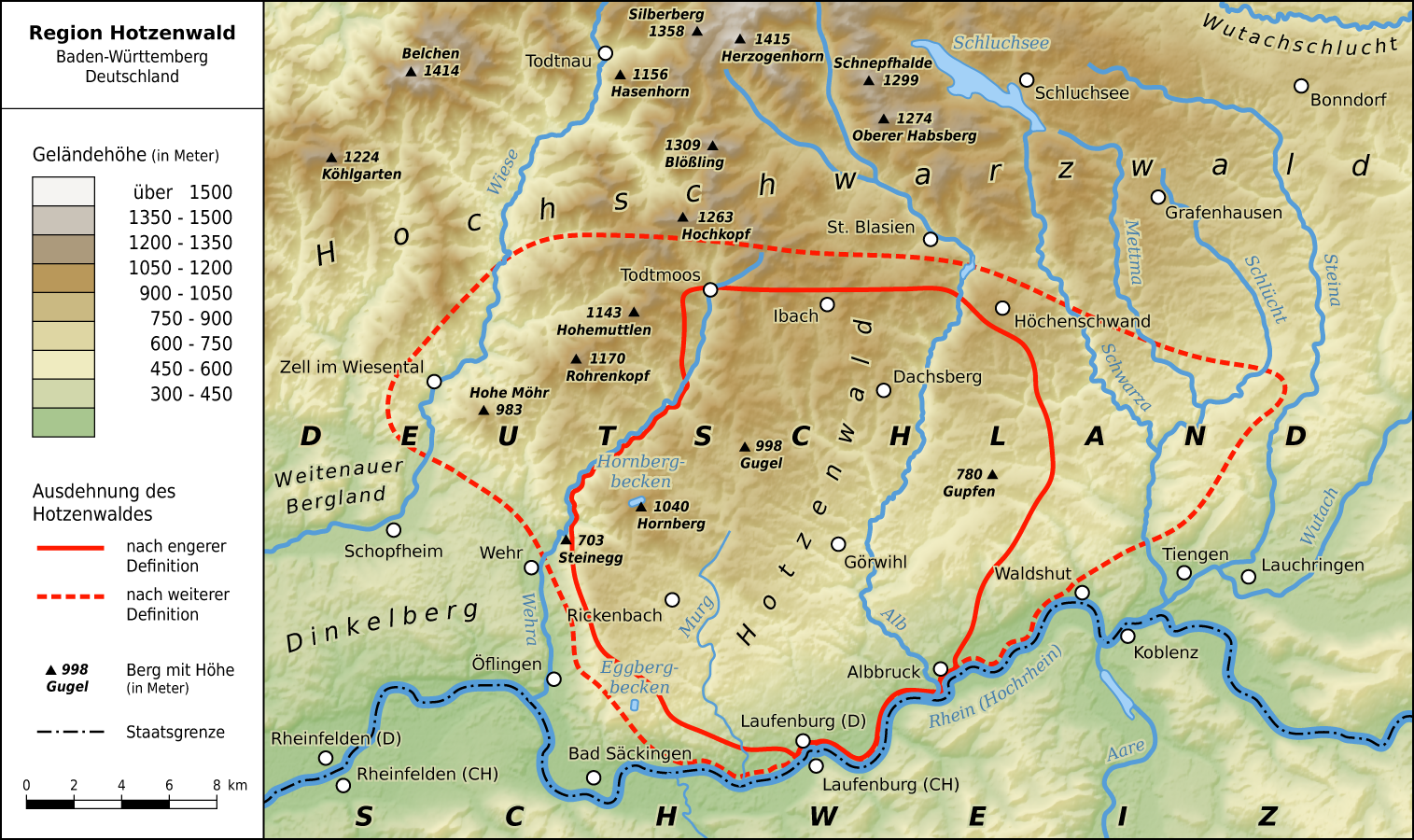
Топографічна карта Готценвальду

Гоценвальд (нім. Hotzenwald) — ландшафт і регіон у Південному Шварцвальді в районі Вальдсгут.

## Розташування і рельєф

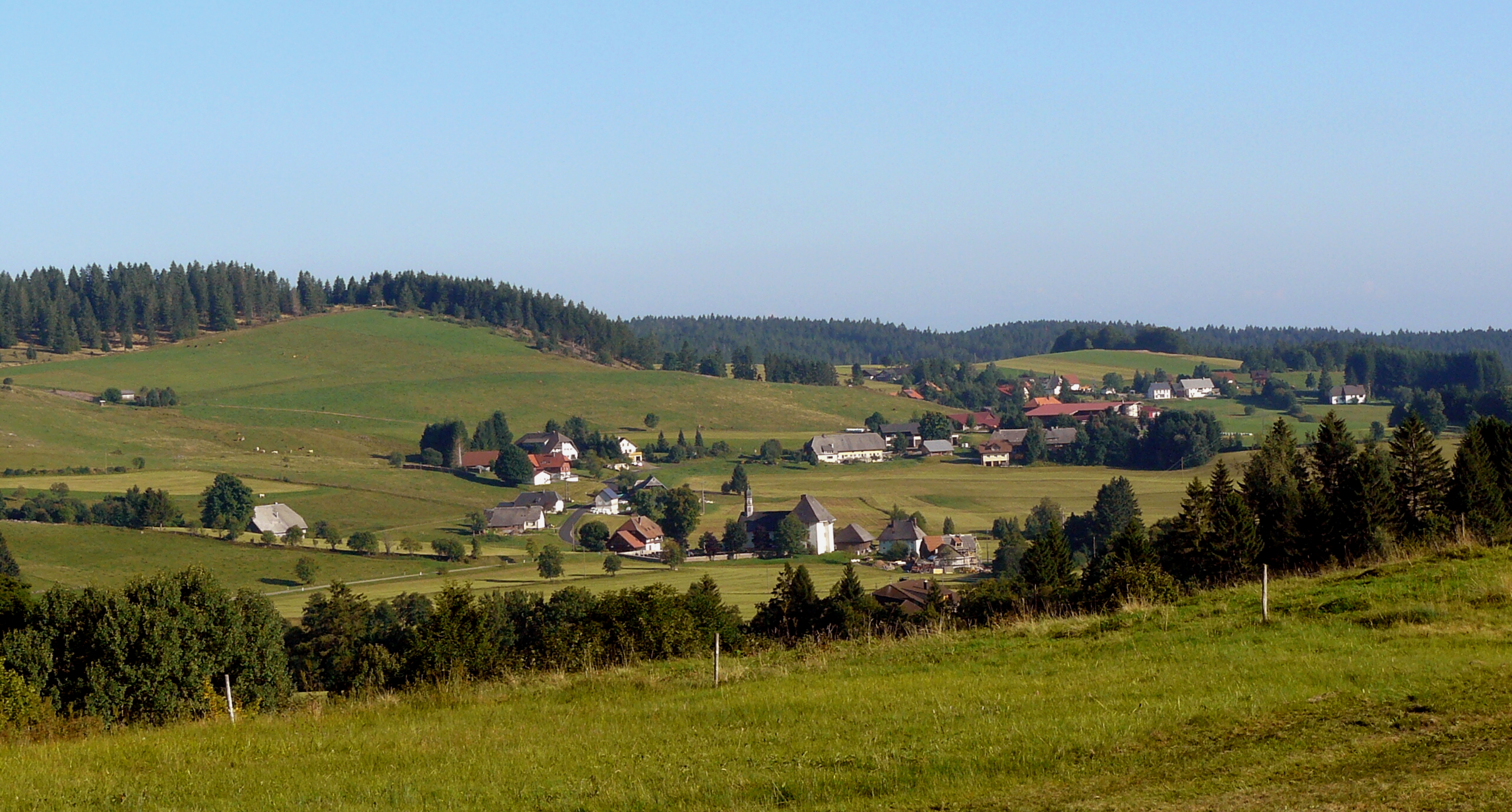
Гоценвальдський краєвид біля Ібаха

Межі Гоценвальду точно не визначені. 
У вужчому розумінні Гоценвальд — найпівденніша область Південного Шварцвальду, обмежений на заході приблизно Верою, на півночі приблизно верхньою течією річки Альб поблизу Занкт-Блазієна, на сході гірським хребтом між Альбом і Шлюхтом, на півдні — Високим Рейном і Клеттгау. 
Це розмежування Гоценвальду приблизно збігається з територією колишнього графства Гауенштайн.
У ширшому розумінні інші регіони можна вважати частиною Гоценвальду, які були пов’язані з абатством Святого Власія або графством Гауенштайн, обидва з яких були історично важливими для Південного Шварцвальду. Ці додаткові території містять парафію Герсбах, яка вперше згадується в 1166 році під час подарунку церкви абатству Святого Власія і розташована безпосередньо на північний захід від Вери. 
На північному заході це території до середньої та верхньої течії Візе, а на сході до гірського хребта між Шлюхтом і Штайною.
Відповідно до обох визначень, регіон простягається переважно на середні та великі висоти в Південному Шварцвальді. 
Він швидко піднімається від рівня Високого Рейну (близько 300  м над  рівнем моря) і досягає висоти від 500 до понад 1000  м над рівнем моря на більшій частині території. 
Регіон простягається від вершин Південного Шварцвальду на півночі до Високого Рейну на півдні та характеризується сонячними плато та високогірними долинами.
Річки в Гоценвальді зазвичай утворюють високогірні долини у верхній течії та глибоко врізаються в підмурівок Шварцвальду в нижній течії. Вони течуть вниз по схилу Південного Шварцвальду з півночі на південь, перш ніж впасти в Рейн як праві притоки. 
Основними річками Гоценвальду із заходу на схід є Візе, Вера, Мург, Альб і Шлюхт.
Громади регіону — Рікенбах, Геррішрід, Даксберг і Гервіль.

## Геологія

### Підмурівок
Найдавнішими породами, що зустрічаються в Гоценвальді, є гнейси та мігматити, які утворилися в палеозойську еру. 
Найбільша частина Гоценвальду — гранітна місцевість між Бернау та Бад-Зекінгеном. 
Вік гранітних порід, які тут залягають, за даними досліджень, 325-335  мільйонів років. 

Іншими породами є граніт-порфір і лампрофір. 
Біля Лауфенбурга пороги Кляйнер-Лауфен пробили підмурівок; сьогодні вони затоплені.

### Платформа
У східній і південно-східній частині Гоценвальду осадові породи покривають фундамент. 
Згідно з польовими дослідженнями в районі Вальдсгут/Догерн, цей шар строкатого пісковику має середню товщину 15 м і розділений на три елементи: верхній шар 8-метрової рет-глини; під ним приблизно 5-метровий шар пісковику, змішаного з сердоліком (сердоліковий горизонт); і внизу, над підмурівком, приблизно 2,5-метровий шар мушлевого пісковику.

### Льодовики
Під час Вюрмського зледеніння льодовик долини Альб покривав Готценвальд з півночі аж до Гервіля. 
Межі поширення Шварцвальдського льодовику часів Рісського зледеніння сьогодні вже точно невідома, але можна припустити, що він також простягався з півночі до Готтінгена. 
Знахідки альпійського гравію Рісського зледеніння припускають, що Альпійські льодовики досягли на півночі лінії Вальдсгут — Тінгена. 
Однак з'єднання Шварцвальдського льодовика з Альпійськими, швидше за все, не відбулося. 

## Рослинність

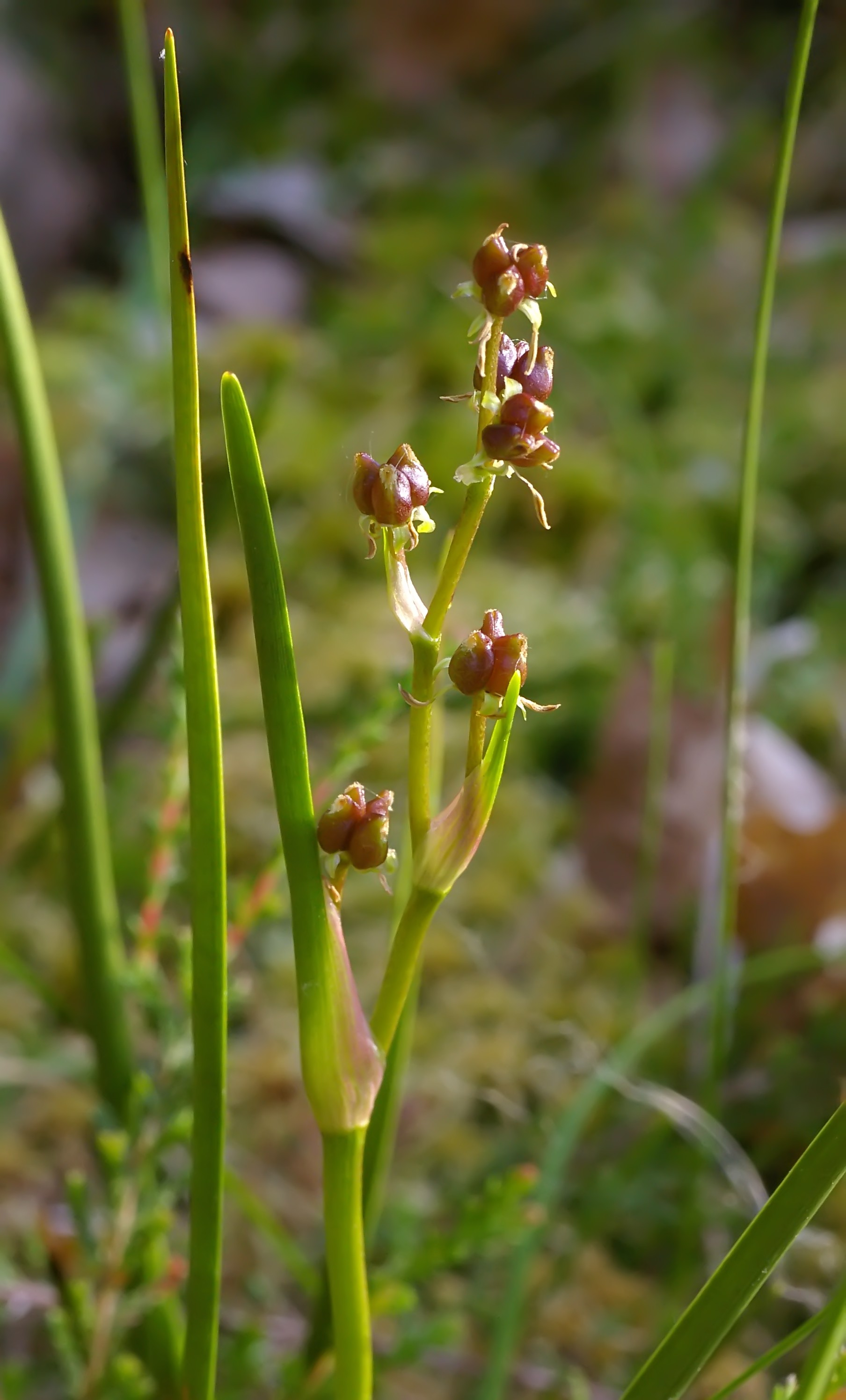
Scheuchzeria palustris

Після закінчення льодовикового періоду Готценвальд був тундрою. 
Є докази того, що бук був домінуючою породою дерев до 600 р. до н.е. 
Близько 1000 року нашої ери ялина витіснила бук як переважну породу дерев.

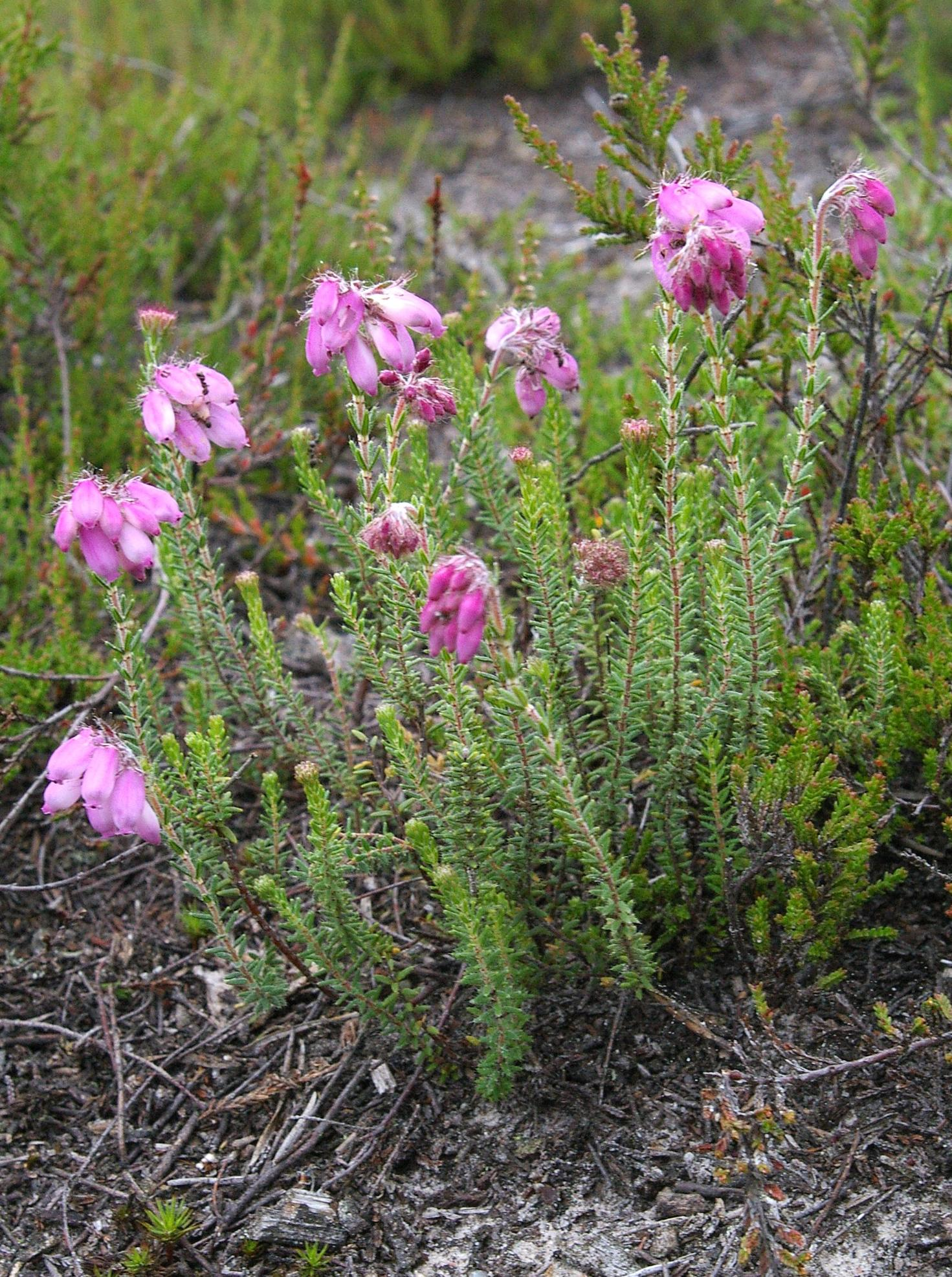
Erica tetralix

Верхові болота і низинні болота, особливо в районі Ібах/Даксберг, як релікт льодовикового періоду, є домівкою для великого розмаїття видів, рідкісних у Шварцвальді, таких як андромеда ряснолиста, осока багнова і осока бідноцвіта, болотянка звичайна, Trichophorum alpinum, дзьобонасінник білий або пурпурова мати-й-мачуха. 
Одинарник лісовий сильно поширений в Гоценвальді, це єдине місце у всій Південній Німеччині, де в природі зустрічається Erica tetralix. 

Особливо в першій половині ХХ століття, спроби лісової промисловості щодо осушення різко зменшили кількість боліт. 
У результаті кілька боліт у Гоценвальді були оголошені природними заповідниками; в 1998 році їх було 10. 
Крім того, деякі колишні болота намагалися відновити.
Ліси в районі Ібах/Дакссберг і Обервальді складаються переважно з ялин і буків. 
У погано дренованих улоговинах вони перериваються болотами або смереками. 
У другій половині ХХ століття кілька високогірних пасовищ було перетворено на ліси. 
Так само в цей період було розпочато відновлення лісів на крутих вершинах долин, схилах гір і невикористаних долинних лук. 
Навпаки, терасові схили зовнішніх лісів були в основному вирубані.
На високих пасовищах важливу роль відіграє дрік крилатий.